# Tour de France 1997
Le Tour de France 1997 est la 84e édition du Tour de France, course cycliste qui s'est déroulée du 5 juillet au 27 juillet 1997 sur 21 étapes et un prologue pour 3 944 km. Il est remporté par Jan Ullrich, premier cycliste allemand à remporter le Tour, à une moyenne horaire de 39,237 km/h.
Richard Virenque et son équipe Festina sont les adversaires les plus coriaces pour Jan Ullrich, mais ils ratent le coche dans les Vosges alors qu'Ulrich connaissait un moment difficile. Richard Virenque termine tout de même 2e du classement général et vêtu du maillot à pois. C'est le summum de la « Virenquemania » sur les routes du Tour malgré l'écart important, 9 minutes et 9 secondes, séparant les deux premiers du Tour. L'Italien Marco Pantani s'adjugera quant à lui la 3e place de ce Tour, terminant à 14 minutes et 3 secondes d'Ullrich.

## Parcours
Le départ du Tour a lieu à Rouen ; l'arrivée finale se juge aux Champs-Élysées.

## Les forces en présence

### Les équipes
22 équipes de 9 coureurs, soit un total de 198 coureurs, sont au départ. Parmi ceux-ci, 53 Italiens, 45 Français, 24 Espagnols et 11 Néerlandais.
Les 16 équipes dont les dossards sont inférieurs à 160 sont sélectionnées d'office pour le Tour. Six équipes bénéficient d'une invitation : Lotto-Isoglass, Kelme-Costa Blanca, Mercatone Uno, US Postal Service, Mutuelle de Seine-et-Marne et Big Mat-Auber 93.
La sélection des équipes est marquée par le rejet de l'équipe Asics de Claudio Chiappucci, qui a terminé trois fois sur le podium du Tour au début de la décennie, au profit de deux équipes françaises de deuxième division. Au mois de mai, il a été interdit de départ durant le Tour de Romandie et empêché de participer au Tour d'Italie en raison d'un hématocrite supérieur à la limite de 50 %. Le directeur du Tour de France, Jean-Marie Leblanc a défendu le choix d'écarter Asics et Chiappucci expliquant qu'il était "proche de la fin de carrière et [que] ses performances de 1997 ne sont pas au niveau des années précédentes". Cependant, son équipe est retenue en tant que réserviste, en compagnie de l'équipe Scrigno-Gaerne. Ce choix se fait au profit d'équipes françaises de deuxième division, avec la volonté de « donner la priorité aux jeunes ». Cette sélection résulte aussi de l'objectif d'aligner 40 coureurs français au départ de la course, et éviter un trop fort déséquilibre numérique entre cyclistes français et italiens.

### Les favoris
Le principal favori de ce Tour de France est Bjarne Riis. Vainqueur l'année précédente, il est le coureur qui a mis fin aux cinq ans de règne de Miguel Indurain sur la Grande boucle. Il est également le premier vainqueur du Tour depuis Bernard Hinault à remporter une grande classique le printemps suivant sa victoire sur le Tour. En effet, la victoire de Riis dans l'Amstel Gold Race a impressionné ses adversaires.
Son principal adversaire est sans doute son coéquipier Jan Ullrich. Le jeune Allemand a l'avenir devant lui : deuxième l'année précédente à 22 ans seulement, il est la principale menace pour son leader, 33 ans déjà. Il a terminé troisième du Tour de Suisse peu avant le Tour, puis remporté le titre de champion d'Allemagne : dès avant la course, on pressent que la stratégie de l'équipe Telekom sera un élément clef de la course.
Les grands adversaires des coureurs de la Telekom se trouvent dans les rangs de l'équipe Festina. Troisième l'année précédente, le Français Richard Virenque, héros du public, a terminé dans les dix premiers et maillot à pois des trois derniers Tours. Il a misé exclusivement sur le Tour cette année-là. Son coéquipier, le Suisse Laurent Dufaux, quatrième en 1996, n'est manifestement pas le leader de l'équipe. Mais il a donné des gages de sérieux en terminant deuxième du Tour d'Espagne l'année précédente. Moins à l'aise que la Telekom contre-la-montre, la Festina devra compter sur une course débridée en montagne pour l'emporter.
Le vainqueur du Tour d'Espagne 1996 est précisément un autre concurrent sérieux. Alex Zülle, de l'équipe ONCE, a terminé deuxième du Tour de France 1995, puis a porté le maillot jaune l'année suivante. Il est champion du monde contre-la-montre et a remporté en avril le Tour du Pays basque. Toutes ces références en font un des candidats les plus sérieux. Dans la même équipe, le numéro un mondial, le Français Laurent Jalabert, est en délicatesse avec le Tour. Il a tout de même terminé quatrième et maillot vert en 1995 et remporté le Tour d'Espagne la même année. Il a été un des coureurs les plus en vue du début de saison, remportant la Flèche wallonne et Paris-Nice. Ces deux coureurs sont des coureurs complets, qui chercheront à combiner performances contre-la-montre et en montagne pour s'imposer.
Parmi les autres coureurs de ce type, on trouve le Suisse Tony Rominger, ancien triple vainqueur du Tour d'Espagne et vainqueur du Tour d'Italie. En fin de carrière à 35 ans, il a tout de même encore terminé 10e du Tour et troisième du Tour d'Espagne l'année précédente. C'est vraisemblablement pour lui la dernière chance de remporter le seul grand tour qui manque à son palmarès, quatre ans après sa deuxième place. On trouve aussi l'Espagnol Abraham Olano de l'équipe Banesto, présenté comme le successeur de Miguel Indurain. Vainqueur en juin de la Bicyclette basque, puis deuxième du Critérium du Dauphiné libéré malgré une chute, il a réalisé la meilleure approche possible de l'épreuve. Sur les grands tours, à 27 ans, il a déjà terminé 9e du Tour de France en 1996, 3e du Tour d'Italie la même année, et 2e du Tour d'Espagne en 1995. C'est dire s'il a les qualités d'un coureur de grand tour.
Dans la catégorie des grimpeurs, qui devront s'illustrer en montagne pour espérer l'emporter, on trouve l'ancien champion du monde français Luc Leblanc, sixième l'année précédente, qui a été en vue au printemps où il a terminé deuxième de la Flèche wallonne et remporté le Tour du Trentin. On trouve également le fantasque Italien Marco Pantani, qui fut déjà troisième du Tour et deuxième du Tour d'Italie en 1994, et a remporté deux fois le classement du meilleur jeune du Tour. Citons aussi le grimpeur espagnol de l'équipe Kelme Fernando Escartín. Il a déjà terminé deux fois dans les dix premiers sur le Tour, et trois fois sur la Vuelta, et vient de remporter une des principales courses de préparation au Tour, le Tour de Catalogne. Enfin, le jeune Autrichien Peter Luttenberger a été la révélation du Tour précédent, qu'il a terminé à la cinquième place, après avoir remporté le Tour de Suisse. Il est naturellement très attendu.
Les espoirs français reposent également sur Pascal Lino, cinquième du Tour 1992, où il avait longuement porté le maillot jaune.
Enfin, deux des protagonistes probables sont des anciens vainqueurs du Tour d'Italie. Ivan Gotti, cinquième du Tour de France 1995, vient de remporter le Giro. Le Russe Evgueni Berzin, considéré comme un prodige au début de sa carrière, a notamment remporté le Tour d'Italie 1994, puis terminé deuxième l'année suivante. Mais il déçoit depuis, notamment sur le Tour de France, où il a remporté en 1996 une étape dans les Alpes et porté le maillot jaune avant de s'éteindre pour terminer 20e.

### Les autres grimpeurs
Un certain nombre de coureurs ont peu de chances de briller au général, mais devraient animer la course dans la montagne. C'est le cas notamment du Français Jean-Cyril Robin, récent 3e du Critérium du Dauphiné libéré ou de son compatriote Laurent Madouas, 4e de Liège-Bastogne-Liège. C'est le cas aussi de l'Allemand Udo Bölts, vainqueur surprise du Critérium du Dauphiné libéré, mais qui sera l'équipier des deux principaux favoris du Tour, du Colombien Hernán Buenahora, ancien 10e du Tour, du récent Champion d'Espagne, José María Jiménez, ou de son coéquipier Ángel Casero. On peut citer aussi l'Australien Patrick Jonker, 12e l'année précédente et récent vainqueur de la Route du Sud, le Champion de Suisse Oscar Camenzind, qui vient de terminer deuxième du Tour de Suisse, l'Italien Giuseppe Guerini, troisième du dernier Tour d'Italie, ou encore le Danois Bo Hamburger.

### Les sprinteurs
Le grand favori des arrivées au sprint est Mario Cipollini. Il a déjà remporté 21 étapes du Tour d'Italie et 4 étapes du Tour de France et porté le maillot jaune, mais n'a jamais terminé la course, de telle sorte qu'il est peu probable qu'il remporte le maillot vert. Sa stratégie du "train", marquée par l'emploi de poissons-pilotes qui emmènent le sprinteur dans un fauteuil jusqu'aux derniers mètres, devrait une nouvelle fois faire mouche.
Son principal adversaire est l'Allemand Erik Zabel. Lui aussi vainqueur de 4 étapes du Tour, il a remporté l'année précédente le maillot vert, et sera favori pour conserver son bien. Au printemps, il a remporté sa première grande classique, Milan-San Remo, que Cipollini n'a encore jamais remportée. Son train est néanmoins réduit par la présence dans son équipe des deux principaux favoris de la course, et de leurs équipiers, quand l'équipe de Cipollini lui est entièrement dévouée.
Toujours parmi les sprinteurs, il faut noter la présence de sprinteurs confirmés : le Français Frédéric Moncassin, double vainqueur d'étape l'année précédente et qui a manqué de peu le maillot vert, l'Italien Nicola Minali, ancien vainqueur d'étape et double vainqueur de Paris-Tours, ses compatriotes Fabio Baldato, vainqueur de la dernière étape du Tour de l'année précédente, et Adriano Baffi, 5 fois vainqueur d'étape sur le Tour d'Italie, mais à qui le Tour n'a jamais souri. Mais le plus expérimenté reste l'Ouzbek Djamolidine Abdoujaparov, trois fois maillot vert et déjà vainqueur de 9 étapes du Tour.
La concurrence à ces derniers pourrait venir des plus jeunes, comme le Champion de Belgique, Tom Steels, 25 ans, déjà vainqueur de Gand-Wevelgem et du Circuit Het Volk, ou le Néerlandais Jeroen Blijlevens, le même âge, vainqueur de deux étapes les années précédentes.

### Autres coureurs
Parmi les autres coureurs importants, on note la présence de spécialistes des classiques comme le Champion du monde Johan Museeuw, l'Italien Michele Bartoli, vainqueur de Liège-Bastogne-Liège, ou le double vainqueur d'étape Rolf Sørensen.
L'Anglais Chris Boardman, ancien vainqueur du prologue du Tour et porteur, à ce titre, du maillot jaune, Champion du monde de poursuite et recordman de l'heure, sera, pour sa part, l'un des principaux favoris des contre-la-montre, sans écarter toute ambition au classement général.

## Déroulement de la course

### 5 juillet: le prologue
Lors du prologue, à Rouen, Chris Boardman confirme qu'il est bien le meilleur rouleur du monde, remportant son deuxième prologue sur le Tour, le 30e de sa carrière. Parmi les favoris, Jan Ullrich frappe un grand coup, en terminant deuxième à 2 secondes. Tony Rominger, Evgueni Berzin et Alex Zülle terminent à 5 secondes, Abraham Olano 8e à 10 secondes, Bjarne Riis 13e à 15 secondes. La déception est pour Jalabert, seulement 22e.
Parmi les grimpeurs, Laurent Dufaux termine 34e, Luc Leblanc 85e, Fernando Escartín 108e, Marco Pantani 109e, Ivan Gotti 128e, et Richard Virenque 134e, déboursant déjà 44 secondes. Parmi les sprinteurs, candidats au maillot jaune dans les premiers jours par le jeu des bonifications, Mario Cipollini est le mieux placé, 23e à 18 secondes.

### Du 6 au 9 juillet: Cipollini domine la plaine
Dès la première étape, Cipollini l'emporte au sprint devant Tom Steels et Frédéric Moncassin et s'empare du maillot jaune. L'étape est marquée par une chute à 10 km de l'arrivée qui provoque l'abandon de Gilles Talmant, et retarde les deux tiers du peloton. La mésaventure fait perdre 58 secondes à Dufaux, Berzin, Riis, Pantani, Gotti et Escartin, et 1 min 35 s à Luc Leblanc et Alex Zülle.
La deuxième étape est moins mouvementée. Malgré 110 km d'échappée solitaire, Thierry Gouvenou ne peut empêcher un sprint massif. De nouveau vainqueur à Vire devant Erik Zabel et Jeroen Blijlevens, Cipollini conforte son avance en tête du général.
La troisième étape est marquée par une longue échappée infructueuse d'Orlando Rodrigues, Gianluca Bortolami, Danny Nelissen et François Simon. Elle est surtout marquée par la chute et l'abandon d'un des favoris, le Suisse Tony Rominger, qui se casse la clavicule, et ne remportera jamais le Tour de France. L'arrivée en côte à Plumelec n'est pas favorable à Cipollini. Elle sourit à son concurrent, Erik Zabel, qui devance le jeune Belge Frank Vandenbroucke et le favori Bjarne Riis, et s'empare du maillot vert. Vingt coureurs, dont la majorité des favoris, sont classés dans le même temps. Pantani perd cependant 1 min 25 s, Zulle 1 min 31 s et Gotti 3 min 20 s. Ces deux derniers, respectivement 72e et 108e du classement général, ont sans doute déjà perdu le Tour. Cipollini, 25e de l'étape à 11 secondes, conserve le maillot jaune. Ullrich est 4e à 29 secondes, Virenque 16e à 1 min 11 s, Riis 22e à 1 min 32 s.
La quatrième étape, qui mène au Puy du Fou, se termine par un sprint massif. Nicola Minali devance Frédéric Moncassin sur le fil, pour quelques millimètres. Zabel est troisième et Cipollini quatrième, battu pour la première fois de la semaine dans un sprint massif, ce qui permet à Zabel de se rapprocher à 4 secondes du maillot jaune et de conforter son maillot vert. Pris dans une cassure, Pantani, Gotti et Zulle déboursent 31 nouvelles secondes.

### Du 10 au 13 juillet: Vasseur en jaune, Zabel en vert
Zülle, pris dans une succession de chutes, 73e du classement général à plus de 4 minutes de Cipollini, ne prend pas le départ de la cinquième étape de ce Tour de France, amenuisant encore les chances suisses sur ce Tour. L'étape est marquée par un raid solitaire victorieux du Français Cédric Vasseur, long de 147 km. Remportant l'étape (imitant son père Alain vainqueur d'une étape en 1970) avec 2 min 32 s d'avance sur un groupe mené par Stuart O'Grady et Francisco Cabello et 3 min 24 s d'avance sur le peloton, Vasseur s'empare du même coup du maillot jaune à La Châtre.
La sixième étape est émaillée de nombreux incidents. Victime d'une chute dans les derniers kilomètres, le Russe Evgueni Berzin, 24e du classement général, se casse la clavicule et rejoint la liste des favoris malheureux. Quelques kilomètres plus loin, Erik Zabel remporte l'étape haut la main, mais est déclassé pour sprint irrégulier. L'étape revient donc à Jeroen Blijlevens devant Djamolidine Abdoujaparov et un surprenant Mario Traversoni. Passé la ligne, Tom Steels jette un bidon sur Frédéric Moncassin, ce qui lui vaut d'être disqualifié du Tour pour comportement dangereux. Peu après, Djamolidine Abdoujaparov est à son tour exclu pour un contrôle antidopage positif subi à Vire, quelques jours plus tôt. Comme ceux des favoris, les rangs des sprinteurs s'éclaircissent. Vasseur conserve le maillot jaune.
Deux nouveaux coureurs renommés ne prennent pas le départ de la septième étape. Cipollini, double vainqueur d'étape et ancien porteur du maillot jaune, se plaint d'une douleur au genou et abandonne le Tour pour la cinquième fois, et Ivan Gotti, déjà distancé à la 107e place à plus de 9 minutes, se plaint du cou. L'étape est animée par l'échappée de 177 km des Italiens Flavio Vanzella, Marco Saligari et Adriano Baffi, qui sont repris à 15 km de l'arrivée. Erik Zabel remporte alors à Bordeaux sa deuxième victoire d'étape devant l'Estonien Jaan Kirsipuu et Jeroen Blijlevens. Une chute à 5 km de l'arrivée fait perdre 50 secondes à la majorité des coureurs, dont Richard Virenque, Laurent Dufaux, Luc Leblanc et Marco Pantani.
Le lendemain, après une longue échappée solitaire de Fabio Baldato, Zabel saisit l'occasion de l'arrivée au sprint à Pau pour prouver que depuis le départ de Cipollini, il est bien le sprinteur le plus rapide de ce Tour. Il remporte une troisième étape, devant Nicola Minali et Jeroen Blijlevens.
Au pied des Pyrénées, Vasseur est toujours en jaune, avec 1 min 21 s d'avance sur Zabel. Parmi les favoris, Ullrich est 4e à 2 min 56 s, Olano 7e à 3 min 4 s, Jalabert 8e à 3 min 6 s, Camenzind 9e, Riis 14e à 3 min 59 s, Lino 15e, Hamburger 16e, Luttenberger 17e, Virenque 24e à 4 min 26 s, Escartin 27e à 4 min 30 s et Dufaux 30e à 5 min 4 s. Leblanc, 42e à 6 min 5 s et Pantani, 62e à 7 min 17 s, sont déjà distancés. Zabel domine le classement par points, loin devant Moncassin, régulier, mais qui n'a pas su saisir sa chance, et Blijlevens. Laurent Brochard porte le maillot à pois.

### Du 14 au 16 juillet: la traversée des Pyrénées et la domination d'Ullrich
La première étape des Pyrénées est le révélateur de ce Tour de France. Richard Virenque et son coéquipier Laurent Brochard y mettent en difficulté Bjarne Riis, qui doit laisser partir son jeune coéquipier, Jan Ullrich, en compagnie des deux Français et de Marco Pantani dans l'ascension du Col de Val-Louron-Azet. Laurent Brochard profite de ce qu'Ullrich est contraint d'attendre Riis, distancé, pour attaquer et remporter l'étape, avec 14 secondes d'avance sur le trio de ses poursuivants. José María Jiménez termine à 33 secondes et Dufaux, le troisième Festina, Escartin, et Riis à 41 secondes. Olano débourse 1 min 7 s et Vasseur, héroïque, termine 20e à 2 min 57 s, et préserve ainsi son maillot jaune pour 13 secondes.
Parmi les favoris, Lino termine 19e et Luttenberger 21e, tous deux à 2 min 57 s. Jalabert, 29e à plus de 5 minutes, perd le Tour, et Leblanc s'effondre, terminant 178e à plus d'une demi-heure. Boardman, encore troisième au départ, chute et est victime d'un déplacement de vertèbres. Il refuse d'abandonner, mais rétrograde à la 72e place. Oscar Camenzind et Daniele Nardello, les deux coureurs de la Mapei, limitent bien leur retard et sont 7e et 9e du classement général. Brochard, 10e, porte toujours le maillot à pois.
Le lendemain, dans l'étape qui mène à Andorre-Arcalis il ne fait aucun doute que Vasseur va perdre son maillot jaune. Mais Ullrich, après une attaque audacieuse, mais vouée à l'échec, du maillot jaune, s'attache à lui reprendre son bien avec la manière. Passant à l'offensive dans l'ascension finale, il creuse des écarts considérables. Il reprend 1 min 8 s à ceux qui s'affirment comme ses principaux adversaires en montagne, Richard Virenque et Marco Pantani, 2 min 1 s au surprenant Francesco Casagrande, et pas moins de 3 min 23 s au cinquième de l'étape, son coéquipier et leader supposé Bjarne Riis. Ce dernier devance de quelques secondes Dufaux, et un groupe contenant entre autres Olano, Jimenez, Escartin et Lino. Luttenberger, termine 14e de l'étape à 4 min 2 s, Camenzind 18e à 4 min 46 s, Nardello 21e à plus de 6 minutes, Vasseur 25e à 7 min 44 s. Jalabert perd 19 minutes et Brochard près de 29. Ce dernier cède également son maillot à pois à son coéquipier Richard Virenque. Au classement général, Ullrich devance déjà son dauphin, Virenque, de presque trois minutes.
La dernière étape pyrénéenne de ce Tour est largement escamotée par un peloton fourbu. Un trio d'échappés formé de Sergueï Outschakov, Laurent Desbiens et Carlo Finco préserve une poignée de secondes d'avance sur le peloton à Perpignan. Outschakov remporte l'étape, mais est déclassé pour sprint irrégulier. La victoire revient alors à Laurent Desbiens.
À l'issue des Pyrénées, la situation est claire : Ullrich est le grand favori de ce Tour, et Virenque son principal adversaire. Seuls Olano, Riis, Pantani, Escartin et Dufaux semblent encore en mesure de contester ce duel. Derrière, Camenzind, Casagrande, Vasseur, Lino et Luttenberger se tiennent en moins d'une minute, à 7 minutes du leader.

### 18 juillet: le contre-la-montre de Saint-Étienne
Après une journée le repos, le 17 juillet, le Tour continue dans la région de Saint-Étienne, où a lieu le premier véritable contre-la-montre du Tour, long de 55 km, dont Jan Ullrich, Bjarne Riis et Abraham Olano, les meilleurs rouleurs parmi les favoris restants, sont les favoris. Le contre-la-montre voit Ullrich rattraper Richard Virenque, parti trois minutes avant lui. Malgré cela, Virenque termine deuxième de l'étape, à 3 min 4 s d'Ullrich, qui creuse ainsi des écarts très importants. La troisième place de l'étape revient à Bjarne Riis, devant Abraham Olano et un surprenant Marco Pantani. Le spécialiste Chris Boardman ne termine que 23e.
Les positions au classement général sont peu modifiées par cette étape. Virenque reste deuxième, mais à 5 min 42 s. Olano et Riis sont à 8 minutes, Pantani à 9. Fernando Escartín, Francesco Casagrande, Laurent Dufaux, Oscar Camenzind et Pascal Lino complètent le top-10, suivis par José María Jiménez et Peter Luttenberger.

### Du 19 au 21 juillet: la traversée des Alpes, Virenque et Pantani contre Ullrich

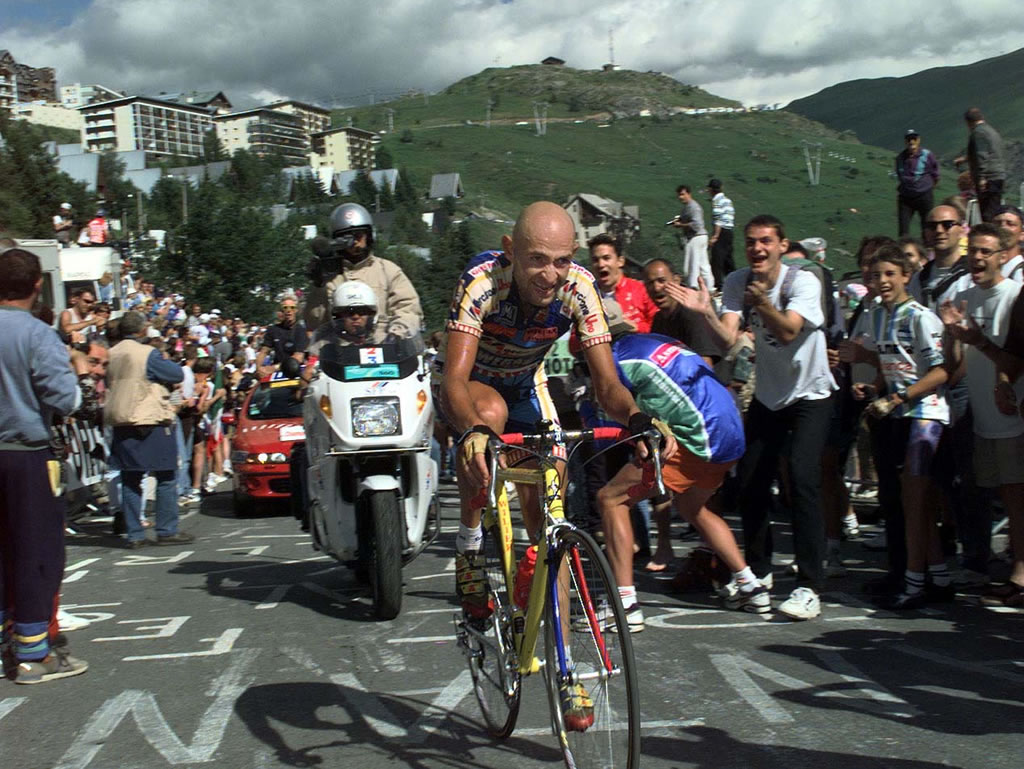
Marco Pantani dans la montée vers l'Alpe d'Huez

La 13e étape de ce Tour de France se termine par l'ascension redoutée vers l'Alpe d'Huez. La hiérarchie des grimpeurs entrevue dans les Pyrénées se confirme dans les Alpes, qui voient à nouveau Richard Virenque, Marco Pantani et Jan Ullrich occuper les avant-postes. Au sommet, Marco Pantani remporte en solitaire sa deuxième victoire à l'Alpe d'Huez, deux ans après la première. Ullrich lui concède 47 secondes et Virenque 1 min 27 s. Francesco Casagrande et Bjarne Riis, 4e et 5e perdent 2 min 27 s. Les autres protagonistes déçoivent : Abraham Olano termine 12e à 3 min 25 s, Fernando Escartín 15e à 4 min 14 s, José María Jiménez et Peter Luttenberger 19e et 20e à 4 min 27 s, Oscar Camenzind 22e à 4 min 31 s. Laurent Dufaux concède plus de 7 minutes et Pascal Lino pas moins de 18 minutes. Inversement, l'étape voit s'illustrer des coureurs jusqu'ici discrets comme Beat Zberg, Udo Bölts, Roberto Conti ou Laurent Madouas, tous dans les dix premiers de l'étape. Zberg prend ainsi la 12e place du général, Conti la 13e et Madouas la 15e. L'étape voit aussi un Laurent Jalabert de retour prendre la 10e place, et Chris Boardman abandonner.
Le lendemain, sur la route de Courchevel, l'équipe Festina de Richard Virenque lance la grande offensive. Dès l'ascension du Col du Glandon, Virenque passe à l'attaque, accompagné de quatre de ses coéquipiers, dont Laurent Dufaux, et de Francesco Casagrande. Dans l'ascension du Col de la Madeleine, Virenque, Dufaux et Casagrande abandonnent leurs compagnons d'échappée, puis Virenque part seul. Avec seulement 22 secondes d'avance au sommet sur un trio composé de Bjarne Riis, Jan Ullrich et Fernando Escartín, et après une longue descente en solitaire, Virenque est contraint d'attendre ses poursuivants. Dans la dernière ascension vers Courchevel, après une première attaque de Dufaux contrée par Riis, Virenque et Ullrich se détachent, et Virenque remporte l'étape. Suivent Escartin à 47 secondes, Dufaux à 1 min 19 s et Riis à 1 min 24 s. Marco Pantani, Abraham Olano et José María Jiménez, très tôt distancés, ainsi que Casagrande, un des premiers attaquants de la journée, terminent à plus de trois minutes, et Roberto Conti un peu plus loin. Peter Luttenberger concède plus de 7 minutes et Pascal Lino 8, mais les grands perdants de la journée sont Oscar Camenzind, 16e à plus de 11 minutes, ou encore Laurent Madouas, qui perd 29 minutes. Au classement général, Ullrich a 6 min 22 s d'avance sur Virenque et 11 min 6 s sur Riis, qui prend la troisième place à Pantani. Roberto Conti entre dans le top-10 au détriment de Camenzind.
Dans la 15e étape, après une échappée solitaire de Laurent Jalabert, le trio Virenque-Pantani-Ullrich se reforme, et Marco Pantani remporte une deuxième victoire d'étape, comme en 1995. Il devance d'1 min 17 s Richard Virenque et Jan Ullrich. Un groupe composé de Beat Zberg, Francesco Casagrande, Fernando Escartín et du surprenant Américain Bobby Julich termine à 1 min 59 s, quelques secondes devant Bjarne Riis. José María Jiménez termine 9e à 2 min 37 s, Oscar Camenzind et Abraham Olano 10e et 11e à 3 min 29 s, Roberto Conti 17e à 4 min 8 s. Les grands perdants de l'étape sont Peter Luttenberger, 24e à plus de 6 minutes, et surtout Laurent Dufaux, 34e à près de 11 minutes. L'étape voit également l'abandon de Pascal Lino, qui occupait la 15e place du classement général.
Au classement général, à la sortie des Alpes, Jan Ullrich a plus de six minutes d'avance, alors qu'il reste un contre-la-montre qui doit lui permettre d'accroîter son avance. Il a certainement déjà gagné le Tour. Marco Pantani a repris place sur le podium, devant Bjarne Riis. Fernando Escartín, 5e, a dépassé un Abraham Olano régulier mais décevant. Le recul de Laurent Dufaux (10e) a permis à José María Jiménez et à Roberto Conti de gagner une place, et les Suisses Beat Zberg et Oscar Camenzind devancent désormais Peter Luttenberger. Erik Zabel a conforté son maillot vert et le maillot à pois est solidement ancré sur les épaules de Richard Virenque.

### Du 22 au 25 juillet: échappées vers la Suisse romande et les Vosges
Le 22 juillet, l'étape du Tour entre Morzine et Fribourg est l'occasion d'une nouvelle offensive de l'équipe Festina. Un groupe de 23 coureurs s'y distingue, parmi lesquels 4 coureurs de l'équipe franco-espagnole. Un certain nombre de leaders sont piégés : Oscar Camenzind, Peter Luttenberger et Bjarne Riis terminent dans le deuxième groupe, à plus de 6 minutes. Laurent Madouas, encore 18e au départ, perd plus de 21 minutes. Dans le groupe de tête, la victoire revient à Christophe Mengin devant Frank Vandenbroucke et Richard Virenque. Le grand perdant du jour est Bjarne Riis, qui perd trois places (7e).
La 17e étape du Tour vers Colmar est marquée par l'échappée de 13 coureurs, qui terminent avec presque 4 minutes d'avance sur le peloton. Au sein de ce groupe, la victoire revient au coéquipier de Richard Virenque Neil Stephens, devant le 12e du classement général, Oscar Camenzind, et Viatcheslav Ekimov.
La 18e étape voit une nouvelle victoire d'un échappé de la Festina à Montbéliard. Au sein d'une offensive où se trouvaient notamment ses coéquipiers Pascal Hervé et Laurent Dufaux, Didier Rous profite de la tactique d'équipe pour l'emporter en solitaire, avec plus de 5 minutes d'avance sur Pascal Hervé, deuxième, et Bobby Julich, troisième. Jan Ullrich , qui est en difficulté lors de cette étape, profite de la mésentente de ses adversaires pour rentrer dans le peloton.
Le lendemain, un nouveau groupe de 14 coureurs se dispute la victoire à Dijon. Deux d'entre eux, Bart Voskamp et Jens Heppner, se détachent et Voskamp remporte l'étape, mais les deux coureurs sont disqualifiés pour sprint irrégulier et la victoire revient à l'Italien Mario Traversoni qui a remporté le sprint du groupe de chasse devant François Simon et Marco Saligari.

### 26-27 juillet: le triomphe d'Ullrich
Le 26 juillet a lieu le contre-la-montre final de ce Tour de France au Parc Disneyland. Avec plus de 6 minutes d'avance, l'exercice s'apparente à une formalité pour Jan Ullrich. Les places d'honneur et la victoire d'étape sont donc les principaux enjeux de cette étape, dont les favoris sont à nouveau Ullrich, Abraham Olano et Bjarne Riis, qui semble toutefois un peu diminué. Olano l'emporte finalement, avec 45 secondes d'avance sur Ullrich, et 1 min 12 s sur le Français Philippe Gaumont. Laurent Dufaux est 8e à 3 min 11 s, Richard Virenque 9e à 3 min 32 s, Marco Pantani 16e à 4 min 35 s et Fernando Escartín 25e à 5 min 12 s. Riis n'est que 93e à 9 min 12 s. À la suite de cette étape, Olano dépasse nettement Escartin, et prend la quatrième place. Dufaux (9e) devance désormais Roberto Conti, mais ne peut rejoindre José María Jiménez ni Bjarne Riis.
Le lendemain, la dernière étape courue sur les Champs-Elysées est remportée au sprint par Nicola Minali, qui devance le maillot vert Erik Zabel et l'Australien Henk Vogels. Jan Ullrich remporte le Tour de France à seulement 23 ans. Il était alors le plus jeune vainqueur du Tour depuis Laurent Fignon en 1983.

## Bilan

### La course au maillot jaune
Le duel interne à l'équipe Telekom entre les deux favoris a tourné court. Dès la première, et surtout la deuxième étape pyrénéenne, Jan Ullrich s'impose comme le favori de la course. Dans les Alpes, puis dans le Jura, Bjarne Riis s'éteint progressivement pour terminer septième de son avant-dernier Tour de France. Ullrich, lui, est considéré comme un prodige. On lui promet - à tort - de nombreuses victoires dans la course, et il passe pour le successeur de Miguel Indurain. Il terminera 5 autres fois sur le podium, mais ne gagnera plus jamais le Tour.
Dans ces conditions, l'équipe Festina de Richard Virenque apparaît comme la principale adversaire d'Ullrich. Le Français, qui occupe la deuxième place dès les Pyrénées, jette toutes ses forces, et celles de son équipe, dans la bataille. Il en revient avec une victoire d'étape, un quatrième maillot à pois, une deuxième place, et trois autres victoires d'étapes pour ses coéquipiers. Ce sera son meilleur Tour. Laurent Dufaux, trop irrégulier, notamment dans les Alpes, doit se mettre au service de Virenque, et se contenter de la 9e place finale.
Derrière Virenque, Marco Pantani obtient un nouveau podium, deux ans après son accident. Il est le seul à avoir fait plier Ullrich en montagne, par deux fois dans les Alpes, mais a perdu trop de temps dans la plaine et contre-la-montre. Il conserve la troisième place in extremis face à Abraham Olano, l'exact inverse : le seul à avoir battu Ullrich contre-la-montre (avec Chris Boardman sur le prologue), Olano est trop faible en montagne. Il ne gagnera jamais le Tour de France.
Suivent un certain nombre de grimpeurs, souvent trop limités en contre-la-montre pour prétendre à une meilleure place, aux premiers rangs desquels Fernando Escartín et l'Italien Francesco Casagrande, la révélation de ce Tour. L'Espagnol continue sa progression sur le Tour, où il obtient son troisième top-10. L'Italien, spécialiste des classiques et des courses par étapes de moyenne montagne, ancien vainqueur du Tour du Pays basque et de Tirreno-Adriatico, surprend sur ce Tour. Oscar Camenzind, lui aussi plus spécialiste des classiques, a été longtemps dans les dix premiers avant de rétrograder à la 12e place. Parmi les grimpeurs se trouvent également l'Espagnol José María Jiménez, coéquipier d'Olano, et les deux coéquipiers de Pantani : Roberto Conti, 6e du Tour trois ans auparavant, et Beat Zberg.
Parmi les favoris annoncés, Alex Zülle, Tony Rominger, Evgueni Berzin et Ivan Gotti ont abandonné précocement, diminués par des blessures. Luc Leblanc n'a pas été plus convaincant, et a lui aussi été contraint à l'abandon dans la 14e étape. Décevant aussi, Laurent Jalabert a terminé 43e du Tour, malgré une bonne première semaine. Pascal Lino n'a pas réalisé un mauvais Tour, mais a été contraint à l'abandon lors de la 15e étape. Enfin, Peter Luttenberger a fait preuve d'irrégularité, mais termine tout de même 13e, et 2e du classement du meilleur jeune derrière Jan Ullrich.
Il faut noter également la 14e place du grimpeur espagnol Manuel Beltrán pour son premier grand tour, la 16e place de Michael Boogerd, le champion des Pays-Bas, et la 17e place de l'Américain Bobby Julich, qui ont tous 25 ans.

### Les sprinteurs
Trois sprinteurs sortent du lot sur ce Tour de France. Mario Cipollini a remporté deux étapes et porté le maillot jaune, mais a été contraint à l'abandon. Erik Zabel a remporté trois étapes, et en aurait remporté quatre s'il n'avait été déclassé à Marennes. Il remporte aussi le maillot vert pour la deuxième fois consécutive. Enfin, Nicola Minali, moins régulier, a tout de même remporté deux étapes, dont la dernière étape sur les Champs-Elysées.
Jeroen Blijlevens, quatrième du classement par points, a réussi son Tour grâce à sa victoire d'étape sur tapis vert face à Zabel. Moins heureux, Frédéric Moncassin ne remporte aucune étape, malgré une remarquable régularité dont atteste sa deuxième place au classement par points. Il a laissé passer sa chance face à Minali au Puy du Fou. Le surprenant Italien Mario Traversoni a également remporté une étape, échappé et sur tapis vert, mais aussi été très présent au sprint, puisqu'il termine troisième du classement par points, devant Blijlevens et Minali. Il faut enfin citer l'Estonien Jaan Kirsipuu et les Australiens Henk Vogels et Robbie McEwen, qui ont réalisé de belles performances au sprint durant ce Tour de France.
Les principales déceptions viennent de Tom Steels et surtout de Djamolidine Abdoujaparov, tous deux exclus de la course sans avoir réussi à s'imposer. Déception aussi pour Adriano Baffi, qui a terminé le Tour, mais sans réellement le marquer.

### Les autres coureurs
Les spécialistes des classiques n'ont pas su trouver leur place dans ce Tour. Si certains comme Francesco Casagrande ou Oscar Camenzind ont été de sérieux candidats au classement général, d'autres comme Johan Museeuw ou Michele Bartoli l'ont abandonné avant terme. S'y sont donc illustrés d'autres coureurs, comme Cédric Vasseur, longtemps porteur du maillot jaune, ou les vainqueurs d'étapes Laurent Brochard, Didier Rous, Neil Stephens, Laurent Desbiens ou Christophe Mengin.

## Étapes
| Étape,    | Date       | Villes étapes                             |                             | Distance (km)    | Vainqueur d’étape | Leader du classement général |
| --------- | ---------- | ----------------------------------------- | --------------------------- | ---------------- | ----------------- | ---------------------------- |
| Prologue  | 5 juillet  | Rouen – Rouen                             | Contre-la-montre individuel | 7,3              | Chris Boardman    | Chris Boardman               |
| 1re étape | 6 juillet  | Rouen – Forges-les-Eaux                   | Étape de plaine             | 192              | Mario Cipollini   | Mario Cipollini              |
| 2e étape  | 7 juillet  | Saint-Valery-en-Caux – Vire               | Étape de plaine             | 262              | Mario Cipollini   | Mario Cipollini              |
| 3e étape  | 8 juillet  | Vire – Plumelec                           | Étape de plaine             | 224              | Erik Zabel        | Mario Cipollini              |
| 4e étape  | 9 juillet  | Plumelec – Le Puy du Fou                  | Étape de plaine             | 223              | Nicola Minali     | Mario Cipollini              |
| 5e étape  | 10 juillet | Chantonnay – La Châtre                    | Étape de plaine             | 261,5            | Cédric Vasseur    | Cédric Vasseur               |
| 6e étape  | 11 juillet | Le Blanc – Marennes                       | Étape de plaine             | 215,5            | Jeroen Blijlevens | Cédric Vasseur               |
| 7e étape  | 12 juillet | Marennes – Bordeaux                       | Étape de plaine             | 194              | Erik Zabel        | Cédric Vasseur               |
| 8e étape  | 13 juillet | Sauternes – Pau                           | Étape de plaine             | 161,5            | Erik Zabel        | Cédric Vasseur               |
| 9e étape  | 14 juillet | Pau – Loudenvielle - Vallée du Louron     | Étape de montagne           | 182              | Laurent Brochard  | Cédric Vasseur               |
| 10e étape | 15 juillet | Luchon – Andorre - Arcalis (AND)          | Étape de montagne           | 252,5            | Jan Ullrich       | Jan Ullrich                  |
| 11e étape | 16 juillet | Andorre - Arcalis (AND) – Perpignan       | Étape vallonnée             | 192              | Laurent Desbiens  | Jan Ullrich                  |
|           | 17 juillet | Saint-Étienne                             | Jour de repos               | Journée de repos | Journée de repos  | Journée de repos             |
| 12e étape | 18 juillet | Saint-Étienne – Saint-Étienne             | Contre-la-montre individuel | 55,5             | Jan Ullrich       | Jan Ullrich                  |
| 13e étape | 19 juillet | Saint-Étienne – L'Alpe d'Huez             | Étape de montagne           | 203,5            | Marco Pantani     | Jan Ullrich                  |
| 14e étape | 20 juillet | Le Bourg-d'Oisans – Courchevel            | Étape de montagne           | 148              | Richard Virenque  | Jan Ullrich                  |
| 15e étape | 21 juillet | Courchevel – Morzine                      | Étape de montagne           | 208,5            | Marco Pantani     | Jan Ullrich                  |
| 16e étape | 22 juillet | Morzine – Fribourg (SUI)                  | Étape vallonnée             | 181              | Christophe Mengin | Jan Ullrich                  |
| 17e étape | 23 juillet | Fribourg (SUI) – Colmar                   | Étape de plaine             | 218,5            | Neil Stephens     | Jan Ullrich                  |
| 18e étape | 24 juillet | Colmar – Montbéliard                      | Étape de moyenne montagne   | 175,5            | Didier Rous       | Jan Ullrich                  |
| 19e étape | 25 juillet | Montbéliard – Dijon                       | Étape de plaine             | 172              | Mario Traversoni  | Jan Ullrich                  |
| 20e étape | 26 juillet | Disneyland Paris – Disneyland Paris       | Contre-la-montre individuel | 63               | Abraham Olano     | Jan Ullrich                  |
| 21e étape | 27 juillet | Disneyland Paris – Paris - Champs-Élysées | Étape de plaine             | 149,5            | Nicola Minali     | Jan Ullrich                  |

## Classements

### Classement général final
| Classement général, | Classement général,  | Classement général, | Classement général,             | Classement général,  |
|                     | Coureur              | Pays                | Équipe                          | Temps                |
| ------------------- | -------------------- | ------------------- | ------------------------------- | -------------------- |
| 1er                 | Jan Ullrich          | Allemagne           | Deutsche Telekom                | en 100 h 30 min 35 s |
| 2e                  | Richard Virenque     | France              | Festina-Lotus                   | + 9 min 9 s          |
| 3e                  | Marco Pantani        | Italie              | Mercatone Uno                   | + 14 min 3 s         |
| 4e                  | Abraham Olano        | Espagne             | Banesto                         | + 15 min 55 s        |
| 5e                  | Fernando Escartín    | Espagne             | Kelme-Costa Blanca-Eurosport    | + 20 min 32 s        |
| 6e                  | Francesco Casagrande | Italie              | Saeco-Estro                     | + 22 min 47 s        |
| 7e                  | Bjarne Riis          | Danemark            | Deutsche Telekom                | + 26 min 34 s        |
| 8e                  | José María Jiménez   | Espagne             | Banesto                         | + 31 min 17 s        |
| 9e                  | Laurent Dufaux       | Suisse              | Festina-Lotus                   | + 31 min 55 s        |
| 10e                 | Roberto Conti        | Italie              | Mercatone Uno                   | + 32 min 26 s        |
| 11e                 | Beat Zberg           | Suisse              | Mercatone Uno                   | + 35 min 41 s        |
| 12e                 | Oscar Camenzind      | Suisse              | Mapei-GB                        | + 35 min 52 s        |
| 13e                 | Peter Luttenberger   | Autriche            | Rabobank                        | + 45 min 39 s        |
| 14e                 | Manuel Beltrán       | Espagne             | Banesto                         | + 49 min 34 s        |
| 15e                 | Jean-Cyril Robin     | France              | US Postal Service               | + 58 min 35 s        |
| 16e                 | Michael Boogerd      | Pays-Bas            | Rabobank                        | + 1 h 0 min 33 s     |
| 17e                 | Bobby Julich         | États-Unis          | Cofidis-Le Crédit par Téléphone | + 1 h 1 min 10 s     |
| 18e                 | Daniele Nardello     | Italie              | Mapei-GB                        | + 1 h 1 min 30 s     |
| 19e                 | Christophe Moreau    | France              | Festina-Lotus                   | + 1 h 2 min 48 s     |
| 20e                 | Stéphane Heulot      | France              | La Française des Jeux           | + 1 h 6 min 13 s     |
| 21e                 | Udo Bölts            | Allemagne           | Deutsche Telekom                | + 1 h 9 min 2 s      |
| 22e                 | Hernán Buenahora     | Colombie            | Kelme-Costa Blanca-Eurosport    | + 1 h 13 min 48 s    |
| 23e                 | Laurent Roux         | France              | TVM-Farm Frites                 | + 1 h 17 min 44 s    |
| 24e                 | Massimo Podenzana    | Italie              | Mercatone Uno                   | + 1 h 20 min 56 s    |
| 25e                 | Laurent Madouas      | France              | Lotto-Isoglass                  | + 1 h 24 min 58 s    |
| modifier            |                      |                     |                                 |                      |

### Classements annexes finals
| Classement par points | Classement par points | Classement par points | Classement par points | Classement par points |
| --------------------- | --------------------- | --------------------- | --------------------- | --------------------- |
|                       | Coureur               | Pays                  | Équipe                | Point(s)              |
| 1er                   | Erik Zabel            | Allemagne             | Deutsche Telekom      | 350 points            |
| 2e                    | Frédéric Moncassin    | France                | Gan                   | 223 pts               |
| 3e                    | Mario Traversoni      | Italie                | Mercatone Uno         | 198 pts               |
| 4e                    | Jeroen Blijlevens     | Pays-Bas              | TVM-Farm Frites       | 192 pts               |
| 5e                    | Nicola Minali         | Italie                | Batik-Del Monte       | 156 pts               |
| 6e                    | Jan Ullrich           | Allemagne             | Deutsche Telekom      | 154 pts               |
| 7e                    | Robbie McEwen         | Australie             | Rabobank              | 151 pts               |
| 8e                    | Richard Virenque      | France                | Festina-Lotus         | 151 pts               |
| 9e                    | François Simon        | France                | Gan                   | 145 pts               |
| 10e                   | Adriano Baffi         | Italie                | US Postal Service     | 131 pts               |
| modifier              |                       |                       |                       |                       |

| Classement du meilleur grimpeur | Classement du meilleur grimpeur | Classement du meilleur grimpeur | Classement du meilleur grimpeur | Classement du meilleur grimpeur |
| ------------------------------- | ------------------------------- | ------------------------------- | ------------------------------- | ------------------------------- |
|                                 | Coureur                         | Pays                            | Équipe                          | Point(s)                        |
| 1er                             | Richard Virenque                | France                          | Festina-Lotus                   | 579 points                      |
| 2e                              | Jan Ullrich                     | Allemagne                       | Deutsche Telekom                | 328 pts                         |
| 3e                              | Francesco Casagrande            | Italie                          | Saeco-Estro                     | 309 pts                         |
| 4e                              | Marco Pantani                   | Italie                          | Mercatone Uno                   | 269 pts                         |
| 5e                              | Laurent Brochard                | France                          | Festina-Lotus                   | 241 pts                         |
| 6e                              | Laurent Dufaux                  | Suisse                          | Festina-Lotus                   | 212 pts                         |
| 7e                              | Pascal Hervé                    | France                          | Festina-Lotus                   | 176 pts                         |
| 8e                              | Fernando Escartín               | Espagne                         | Kelme-Costa Blanca-Eurosport    | 141 pts                         |
| 9e                              | Bjarne Riis                     | Danemark                        | Deutsche Telekom                | 139 pts                         |
| 10e                             | José María Jiménez              | Espagne                         | Banesto                         | 136 pts                         |
| modifier                        |                                 |                                 |                                 |                                 |

| Classement du meilleur jeune | Classement du meilleur jeune | Classement du meilleur jeune | Classement du meilleur jeune    | Classement du meilleur jeune |
|                              | Coureur                      | Pays                         | Équipe                          | Temps                        |
| ---------------------------- | ---------------------------- | ---------------------------- | ------------------------------- | ---------------------------- |
| 1er                          | Jan Ullrich                  | Allemagne                    | Deutsche Telekom                | en 100 h 30 min 35 s         |
| 2e                           | Peter Luttenberger           | Autriche                     | Rabobank                        | + 45 min 39 s                |
| 3e                           | Michael Boogerd              | Pays-Bas                     | Rabobank                        | + 1 h 0 min 33 s             |
| 4e                           | Daniele Nardello             | Italie                       | Mapei-GB                        | + 1 h 1 min 30 s             |
| 5e                           | Laurent Roux                 | France                       | TVM-Farm Frites                 | + 1 h 17 min 44 s            |
| 6e                           | Santiago Blanco              | Espagne                      | Banesto                         | + 1 h 29 min 18 s            |
| 7e                           | Ángel Luis Casero            | Espagne                      | Banesto                         | + 1 h 35 min 11 s            |
| 8e                           | Joona Laukka                 | Finlande                     | Festina-Lotus                   | + 1 h 43 min 5 s             |
| 9e                           | Kevin Livingston             | États-Unis                   | Cofidis-Le Crédit par Téléphone | + 1 h 46 min 23 s            |
| 10e                          | Frank Vandenbroucke          | Belgique                     | Mapei-GB                        | + 2 h 9 min 34 s             |
| modifier                     |                              |                              |                                 |                              |

| Classement de la combativité | Classement de la combativité | Classement de la combativité | Classement de la combativité | Classement de la combativité |
| ---------------------------- | ---------------------------- | ---------------------------- | ---------------------------- | ---------------------------- |
|                              | Coureur                      | Pays                         | Équipe                       | Point(s)                     |
| 1er                          | Richard Virenque             | France                       | Festina-Lotus                | 54 points                    |
| 2e                           | Cédric Vasseur               | France                       | Gan                          | 35 pts                       |
| 3e                           | Marco Pantani                | Italie                       | Mercatone Uno                | 34 pts                       |
| modifier                     |                              |                              |                              |                              |

#### Classement par équipes
| Classement par équipes, | Classement par équipes,      | Classement par équipes, | Classement par équipes, |
|                         | Équipe                       | Pays                    | Temps                   |
| ----------------------- | ---------------------------- | ----------------------- | ----------------------- |
| 1re                     | Deutsche Telekom             | Allemagne               | en 310 h 51 min 30 s    |
| 2e                      | Mercatone Uno                | Italie                  | + 31 min 56 s           |
| 3e                      | Festina-Lotus                | France                  | + 47 min 52 s           |
| 4e                      | Banesto                      | Espagne                 | + 1 h 5 min 15 s        |
| 5e                      | Kelme-Costa Blanca-Eurosport | Espagne                 | + 2 h 20 min 22 s       |
| 6e                      | Mapei-GB                     | Italie                  | + 2 h 28 min 14 s       |
| 7e                      | Rabobank                     | Pays-Bas                | + 2 h 40 min 30 s       |
| 8e                      | Saeco-Estro                  | Saint-Marin             | + 4 h 6 min 13 s        |
| 9e                      | Française des Jeux           | France                  | + 4 h 15 min 59 s       |
| 10e                     | US Postal Service            | États-Unis              | + 4 h 26 min 19 s       |
| modifier                |                              |                         |                         |

### Évolution des classements
| Étape              | Vainqueur          | Classement général | Classement par points | Classement de la montagne | Classement du meilleur jeune | Classement par équipes | Prix de la combativité | Prix de la combativité |
| Étape              | Vainqueur          | Classement général | Classement par points | Classement de la montagne | Classement du meilleur jeune | Classement par équipes | Étape                  | Leader                 |
| ------------------ | ------------------ | ------------------ | --------------------- | ------------------------- | ---------------------------- | ---------------------- | ---------------------- | ---------------------- |
| P                  | Chris Boardman     | Chris Boardman     | Chris Boardman        | Cyril Saugrain            | Jan Ullrich                  | Deutsche Telekom       | non décerné            | non décerné            |
| 1                  | Mario Cipollini    | Mario Cipollini    | Mario Cipollini       | Artūras Kasputis          | Jan Ullrich                  | Deutsche Telekom       | Artūras Kasputis       | Artūras Kasputis       |
| 2                  | Mario Cipollini    | Mario Cipollini    | Mario Cipollini       | Laurent Brochard          | Jan Ullrich                  | Deutsche Telekom       | Thierry Gouvenou       | Thierry Gouvenou       |
| 3                  | Erik Zabel         | Mario Cipollini    | Erik Zabel            | Laurent Brochard          | Jan Ullrich                  | Deutsche Telekom       | François Simon         | Thierry Gouvenou       |
| 4                  | Nicola Minali      | Mario Cipollini    | Erik Zabel            | Laurent Brochard          | Jan Ullrich                  | Deutsche Telekom       | Philippe Gaumont       | Thierry Gouvenou       |
| 5                  | Cédric Vasseur     | Cédric Vasseur     | Erik Zabel            | Laurent Brochard          | Jan Ullrich                  | Gan                    | Cédric Vasseur         | Cédric Vasseur         |
| 6                  | Jeroen Blijlevens  | Cédric Vasseur     | Erik Zabel            | Laurent Brochard          | Jan Ullrich                  | Gan                    | Pascal Lance           | Cédric Vasseur         |
| 7                  | Erik Zabel         | Cédric Vasseur     | Erik Zabel            | Laurent Brochard          | Jan Ullrich                  | Gan                    | Adriano Baffi          | Cédric Vasseur         |
| 8                  | Erik Zabel         | Cédric Vasseur     | Erik Zabel            | Laurent Brochard          | Jan Ullrich                  | Gan                    | Fabio Baldato          | Cédric Vasseur         |
| 9                  | Laurent Brochard   | Cédric Vasseur     | Erik Zabel            | Laurent Brochard          | Jan Ullrich                  | Deutsche Telekom       | Pascal Hervé           | Cédric Vasseur         |
| 10                 | Jan Ullrich        | Jan Ullrich        | Erik Zabel            | Richard Virenque          | Jan Ullrich                  | Festina-Lotus          | Jean-Philippe Dojwa    | Cédric Vasseur         |
| 11                 | Laurent Desbiens   | Jan Ullrich        | Erik Zabel            | Richard Virenque          | Jan Ullrich                  | Festina-Lotus          | Philippe Gaumont       | Cédric Vasseur         |
| 12                 | Jan Ullrich        | Jan Ullrich        | Erik Zabel            | Richard Virenque          | Jan Ullrich                  | Deutsche Telekom       | non décerné            | Cédric Vasseur         |
| 13                 | Marco Pantani      | Jan Ullrich        | Erik Zabel            | Richard Virenque          | Jan Ullrich                  | Deutsche Telekom       | Nicola Loda            | Cédric Vasseur         |
| 14                 | Richard Virenque   | Jan Ullrich        | Erik Zabel            | Richard Virenque          | Jan Ullrich                  | Deutsche Telekom       | Richard Virenque       | Richard Virenque       |
| 15                 | Marco Pantani      | Jan Ullrich        | Erik Zabel            | Richard Virenque          | Jan Ullrich                  | Deutsche Telekom       | Laurent Jalabert       | Richard Virenque       |
| 16                 | Christophe Mengin  | Jan Ullrich        | Erik Zabel            | Richard Virenque          | Jan Ullrich                  | Deutsche Telekom       | Stéphane Heulot        | Richard Virenque       |
| 17                 | Neil Stephens      | Jan Ullrich        | Erik Zabel            | Richard Virenque          | Jan Ullrich                  | Deutsche Telekom       | Neil Stephens          | Richard Virenque       |
| 18                 | Didier Rous        | Jan Ullrich        | Erik Zabel            | Richard Virenque          | Jan Ullrich                  | Deutsche Telekom       | Didier Rous            | Richard Virenque       |
| 19                 | Mario Traversoni   | Jan Ullrich        | Erik Zabel            | Richard Virenque          | Jan Ullrich                  | Deutsche Telekom       | Bart Voskamp           | Richard Virenque       |
| 20                 | Abraham Olano      | Jan Ullrich        | Erik Zabel            | Richard Virenque          | Jan Ullrich                  | Deutsche Telekom       | non décerné            | Richard Virenque       |
| 21                 | Nicola Minali      | Jan Ullrich        | Erik Zabel            | Richard Virenque          | Jan Ullrich                  | Deutsche Telekom       | Pascal Chanteur        | Richard Virenque       |
| Classements finals | Classements finals | Jan Ullrich        | Erik Zabel            | Richard Virenque          | Jan Ullrich                  | Deutsche Telekom       | Richard Virenque       | Richard Virenque       |

## Liste des coureurs
La liste ci-dessous présente les coureurs inscrits par numéro de dossard.
| Légende | Légende                                                                    | Légende | Légende                                                    |
| ------- | -------------------------------------------------------------------------- | ------- | ---------------------------------------------------------- |
| Num     | Dossard de départ porté par le coureur sur ce Tour                         | Pos     | Position à l'arrivée de la course                          |
|         | Indique un maillot de champion national ou mondial, suivi de sa spécialité | NP      | Indique un coureur qui n'a pas pris le départ de la course |
| AB      | Indique un coureur qui n'a pas terminé la course                           | HD      | Indique un coureur qui a terminé la course hors des délais |

| Deutsche Telekom | Deutsche Telekom        | Deutsche Telekom |
| ---------------- | ----------------------- | ---------------- |
| Num              | Coureur                 | Pos              |
| 1                | Bjarne Riis (DEN)       | 7e               |
| 2                | Rolf Aldag (GER)        | 51e              |
| 3                | Udo Bölts (GER)         | 21e              |
| 4                | Christian Henn (GER)    | 84e              |
| 5                | Jens Heppner (GER)      | 60e              |
| 6                | Giovanni Lombardi (ITA) | 118e             |
| 7                | Georg Totschnig (AUT)   | 34e              |
| 8                | Jan Ullrich (GER)       | 1er              |
| 9                | Erik Zabel (GER)        | 66e              |

| Festina-Lotus | Festina-Lotus            | Festina-Lotus |
| ------------- | ------------------------ | ------------- |
| Num           | Coureur                  | Pos           |
| 11            | Richard Virenque (FRA)   | 2e            |
| 12            | Gianluca Bortolami (ITA) | 46e           |
| 13            | Laurent Brochard (FRA)   | 31e           |
| 14            | Laurent Dufaux (SUI)     | 9e            |
| 15            | Pascal Hervé (FRA)       | 36e           |
| 16            | Joona Laukka (FIN)       | 35e           |
| 17            | Christophe Moreau (FRA)  | 19e           |
| 18            | Didier Rous (FRA)        | 45e           |
| 19            | Neil Stephens (AUS)      | 54e           |

| Mapei-GB | Mapei-GB                  | Mapei-GB |
| -------- | ------------------------- | -------- |
| Num      | Coureur                   | Pos      |
| 21       | Johan Museeuw (BEL)       | AB-18    |
| 22       | Oscar Camenzind (SUI)     | 12e      |
| 23       | Valentino Fois (ITA)      | AB-12    |
| 24       | Zenon Jaskuła (POL)       | 59e      |
| 25       | Daniele Nardello (ITA)    | 18e      |
| 26       | Wilfried Peeters (BEL)    | 89e      |
| 27       | Tom Steels (BEL)          | DQ-6     |
| 28       | Andrea Tafi (ITA)         | 57e      |
| 29       | Frank Vandenbroucke (BEL) | 50e      |

| ONCE | ONCE                           | ONCE  |
| ---- | ------------------------------ | ----- |
| Num  | Coureur                        | Pos   |
| 31   | Laurent Jalabert (FRA)         | 43e   |
| 32   | Íñigo Cuesta (ESP)             | 70e   |
| 33   | David Etxebarria (ESP)         | AB-14 |
| 34   | Marcelino García (ESP)         | 121e  |
| 35   | Aitor Garmendia (ESP)          | 63e   |
| 36   | Francisco Javier Mauleón (ESP) | 85e   |
| 37   | Roberto Sierra (ESP)           | 78e   |
| 38   | Mikel Zarrabeitia (ESP)        | AB-16 |
| 39   | Alex Zülle (SUI)               | NP-5  |

| MG Maglificio-Technogym | MG Maglificio-Technogym  | MG Maglificio-Technogym |
| ----------------------- | ------------------------ | ----------------------- |
| Num                     | Coureur                  | Pos                     |
| 41                      | Michele Bartoli (ITA)    | AB-10                   |
| 42                      | Fabio Baldato (ITA)      | AB-15                   |
| 43                      | Carlo Finco (ITA)        | 129e                    |
| 44                      | Fabiano Fontanelli (ITA) | AB-4                    |
| 45                      | Angelo Lecchi (ITA)      | AB-9                    |
| 46                      | Nicola Loda (ITA)        | 110e                    |
| 47                      | Luca Scinto (ITA)        | 120e                    |
| 48                      | Gilberto Simoni (ITA)    | 116e                    |
| 49                      | Matteo Tosatto (ITA)     | 132e                    |

| Polti | Polti                    | Polti |
| ----- | ------------------------ | ----- |
| Num   | Coureur                  | Pos   |
| 51    | Luc Leblanc (FRA)        | NP-14 |
| 52    | Rossano Brasi (ITA)      | 130e  |
| 53    | Íñigo Chaurreau (ESP)    | 92e   |
| 54    | Mirko Crepaldi (ITA)     | 123e  |
| 55    | Gerrit de Vries (NED)    | 125e  |
| 56    | Mirko Gualdi (ITA)       | AB-9  |
| 57    | Giuseppe Guerini (ITA)   | 53e   |
| 58    | Sergueï Outschakov (UKR) | 113e  |
| 59    | Gianluca Valoti (ITA)    | 86e   |

| Cofidis-Le Crédit par Téléphone | Cofidis-Le Crédit par Téléphone | Cofidis-Le Crédit par Téléphone |
| ------------------------------- | ------------------------------- | ------------------------------- |
| Num                             | Coureur                         | Pos                             |
| 61                              | Tony Rominger (SUI)             | AB-3                            |
| 62                              | Frankie Andreu (USA)            | 79e                             |
| 63                              | Laurent Desbiens (FRA)          | 127e                            |
| 64                              | Philippe Gaumont (FRA)          | 139e                            |
| 65                              | Nicolas Jalabert (FRA)          | 135e                            |
| 66                              | Bobby Julich (USA)              | 17e                             |
| 67                              | Kevin Livingston (USA)          | 38e                             |
| 68                              | Christophe Rinero (FRA)         | 115e                            |
| 69                              | Cyril Saugrain (FRA)            | AB-14                           |

| La Française des jeux | La Française des jeux     | La Française des jeux |
| --------------------- | ------------------------- | --------------------- |
| Num                   | Coureur                   | Pos                   |
| 71                    | Mauro Gianetti (SUI)      | AB-16                 |
| 72                    | Frédéric Guesdon (FRA)    | 111e                  |
| 73                    | Stéphane Heulot (FRA)     | 20e                   |
| 74                    | Christophe Mengin (FRA)   | 48e                   |
| 75                    | Damien Nazon (FRA)        | DQ-9                  |
| 76                    | Andrea Peron (ITA)        | 56e                   |
| 77                    | Davide Rebellin (ITA)     | 58e                   |
| 78                    | Maximilian Sciandri (GBR) | 67e                   |
| 79                    | Flavio Vanzella (ITA)     | 106e                  |

| Roslotto-ZG Mobili | Roslotto-ZG Mobili          | Roslotto-ZG Mobili |
| ------------------ | --------------------------- | ------------------ |
| Num                | Coureur                     | Pos                |
| 81                 | Alexander Gontchenkov (UKR) | DQ-16              |
| 82                 | Viatcheslav Djavanian (RUS) | AB-16              |
| 83                 | Marco Fincato (ITA)         | AB-15              |
| 84                 | Vitali Kokorin (RUS)        | AB-11              |
| 85                 | Pavel Padrnos (CZE)         | AB-9               |
| 86                 | Torsten Schmidt (GER)       | 136e               |
| 87                 | Daniele Sgnaolin (ITA)      | 72e                |
| 88                 | Massimo Strazzer (ITA)      | AB-9               |
| 89                 | Marco Zen (ITA)             | 73e                |

| Gan | Gan                      | Gan   |
| --- | ------------------------ | ----- |
| Num | Coureur                  | Pos   |
| 91  | Chris Boardman (GBR)     | AB-13 |
| 92  | Frédéric Moncassin (FRA) | 114e  |
| 93  | Stuart O'Grady (AUS)     | 109e  |
| 94  | Eros Poli (ITA)          | 134e  |
| 95  | Arnaud Prétot (FRA)      | 105e  |
| 96  | Gérard Rué (FRA)         | DQ-14 |
| 97  | François Simon (FRA)     | 32e   |
| 98  | Cédric Vasseur (FRA)     | 32e   |
| 99  | Henk Vogels (AUS)        | 99e   |

| TVM-Farm Frites | TVM-Farm Frites          | TVM-Farm Frites |
| --------------- | ------------------------ | --------------- |
| Num             | Coureur                  | Pos             |
| 101             | Maarten den Bakker (NED) | 64e             |
| 102             | Jeroen Blijlevens (NED)  | 126e            |
| 103             | Bo Hamburger (DEN)       | AB-14           |
| 104             | Tristan Hoffman (NED)    | 128e            |
| 105             | Servais Knaven (NED)     | 107e            |
| 106             | Laurent Roux (FRA)       | 23e             |
| 107             | Jesper Skibby (DEN)      | 82e             |
| 108             | Peter Van Petegem (BEL)  | 102e            |
| 109             | Bart Voskamp (NED)       | 98e             |

| Saeco-Estro | Saeco-Estro                | Saeco-Estro |
| ----------- | -------------------------- | ----------- |
| Num         | Coureur                    | Pos         |
| 111         | Ivan Gotti (ITA)           | NP-7        |
| 112         | Philipp Buschor (SUI)      | 137e        |
| 113         | Francesco Casagrande (ITA) | 6e          |
| 114         | Mario Cipollini (ITA)      | AB-7        |
| 115         | Gian Matteo Fagnini (ITA)  | 103e        |
| 116         | Paolo Fornaciari (ITA)     | AB-14       |
| 117         | Dario Frigo (ITA)          | AB-14       |
| 118         | Giorgio Furlan (ITA)       | 74e         |
| 119         | Massimiliano Lelli (ITA)   | 47e         |

| Rabobank | Rabobank                 | Rabobank |
| -------- | ------------------------ | -------- |
| Num      | Coureur                  | Pos      |
| 121      | Peter Luttenberger (AUT) | 13e      |
| 122      | Michael Boogerd (NED)    | 16e      |
| 123      | Erik Breukink (NED)      | 52e      |
| 124      | Erik Dekker (NED)        | 81e      |
| 125      | Patrick Jonker (AUS)     | 62e      |
| 126      | Robbie McEwen (AUS)      | 117e     |
| 127      | Danny Nelissen (NED)     | NP-12    |
| 128      | Rolf Sørensen (DEN)      | 68e      |
| 129      | Léon van Bon (NED)       | NP-7     |

| Casino-C'est votre équipe | Casino-C'est votre équipe  | Casino-C'est votre équipe |
| ------------------------- | -------------------------- | ------------------------- |
| Num                       | Coureur                    | Pos                       |
| 131                       | Alberto Elli (ITA)         | 30e                       |
| 132                       | Christophe Agnolutto (FRA) | 94e                       |
| 133                       | Lauri Aus (EST)            | 124e                      |
| 134                       | Pascal Chanteur (FRA)      | 26e                       |
| 135                       | Fabrice Gougot (FRA)       | 42e                       |
| 136                       | Rolf Jaermann (SUI)        | AB-16                     |
| 137                       | Artūras Kasputis (LTU)     | 93e                       |
| 138                       | Jaan Kirsipuu (EST)        | AB-9                      |
| 139                       | Marco Saligari (ITA)       | 95e                       |

| Batik-Del Monte | Batik-Del Monte          | Batik-Del Monte |
| --------------- | ------------------------ | --------------- |
| Num             | Coureur                  | Pos             |
| 141             | Evgueni Berzin (RUS)     | NP-7            |
| 142             | Andrea Brognara (ITA)    | AB-11           |
| 143             | Bruno Cenghialta (ITA)   | 112e            |
| 144             | Luca Colombo (ITA)       | AB-14           |
| 145             | Francesco Frattini (ITA) | NP-14           |
| 146             | Nicola Minali (ITA)      | 122e            |
| 147             | Jon Odriozola (ESP)      | 65e             |
| 148             | Gianluca Pierobon (ITA)  | 133e            |
| 149             | Giuseppe Tartaggia (ITA) | 97e             |

| Banesto | Banesto                          | Banesto |
| ------- | -------------------------------- | ------- |
| Num     | Coureur                          | Pos     |
| 151     | Abraham Olano (ESP)              | 4e      |
| 152     | Marino Alonso (ESP)              | 61e     |
| 153     | José Luis Arrieta (ESP)          | 75e     |
| 154     | Manuel Beltrán (ESP)             | 14e     |
| 155     | Santiago Blanco (ESP)            | 27e     |
| 156     | Ángel Casero (ESP)               | 29e     |
| 157     | José Vicente García Acosta (ESP) | AB-4    |
| 158     | José María Jiménez (ESP)         | 8e      |
| 159     | Orlando Rodrigues (POR)          | 33e     |

| Lotto-Isoglass | Lotto-Isoglass                 | Lotto-Isoglass |
| -------------- | ------------------------------ | -------------- |
| Num            | Coureur                        | Pos            |
| 161            | Laurent Madouas (FRA)          | 25e            |
| 162            | Djamolidine Abdoujaparov (UZB) | DQ-6           |
| 163            | Peter Farazijn (BEL)           | 39e            |
| 164            | Jo Planckaert (BEL)            | HD-14          |
| 165            | Benoît Salmon (FRA)            | DQ-18          |
| 166            | Andreï Tchmil (UKR)            | HD-14          |
| 167            | Andrei Teteriouk (KAZ)         | NP-12          |
| 168            | Paul Van Hyfte (BEL)           | 90e            |
| 169            | Marc Wauters (BEL)             | HD-14          |

| Kelme-Costa Blanca-Eurosport | Kelme-Costa Blanca-Eurosport   | Kelme-Costa Blanca-Eurosport |
| ---------------------------- | ------------------------------ | ---------------------------- |
| Num                          | Coureur                        | Pos                          |
| 171                          | Fernando Escartín (ESP)        | 5e                           |
| 172                          | Francisco Benítez (ESP)        | 71e                          |
| 173                          | Hernán Buenahora (COL)         | 22e                          |
| 174                          | Francisco Cabello (ESP)        | 108e                         |
| 175                          | Juan José de los Ángeles (ESP) | 55e                          |
| 176                          | Arsenio Gonzales (ESP)         | AB-2                         |
| 177                          | José Jaime González (COL)      | AB-18                        |
| 178                          | Javier Pascual Rodríguez (ESP) | 37e                          |
| 179                          | José Ángel Vidal (ESP)         | 77e                          |

| Mercatone Uno | Mercatone Uno            | Mercatone Uno |
| ------------- | ------------------------ | ------------- |
| Num           | Coureur                  | Pos           |
| 181           | Marco Pantani (ITA)      | 3e            |
| 182           | Marco Artunghi (ITA)     | 91e           |
| 183           | Roberto Conti (ITA)      | 10e           |
| 184           | Oscar Pelliccioli (ITA)  | 80e           |
| 185           | Giusvan Piovaccari (ITA) | AB-15         |
| 186           | Massimo Podenzana (ITA)  | 24e           |
| 187           | Marcello Siboni (ITA)    | 41e           |
| 188           | Mario Traversoni (ITA)   | 100e          |
| 189           | Beat Zberg (SUI)         | 11e           |

| US Postal Service | US Postal Service           | US Postal Service |
| ----------------- | --------------------------- | ----------------- |
| Num               | Coureur                     | Pos               |
| 191               | Viatcheslav Ekimov (RUS)    | 44e               |
| 192               | Adriano Baffi (ITA)         | 119e              |
| 193               | Dariusz Baranowski (POL)    | 87e               |
| 194               | Pascal Deramé (FRA)         | 131e              |
| 195               | Tyler Hamilton (USA)        | 69e               |
| 196               | George Hincapie (USA)       | 104e              |
| 197               | Marty Jemison (USA)         | 96e               |
| 198               | Peter Meinert-Nielsen (DEN) | 49e               |
| 199               | Jean-Cyril Robin (FRA)      | 15e               |

| Mutuelle de Seine-et-Marne | Mutuelle de Seine-et-Marne | Mutuelle de Seine-et-Marne |
| -------------------------- | -------------------------- | -------------------------- |
| Num                        | Coureur                    | Pos                        |
| 201                        | Jean-Philippe Dojwa (FRA)  | AB-15                      |
| 202                        | Jean-François Anti (FRA)   | AB-11                      |
| 203                        | Stéphane Cueff (FRA)       | 138e                       |
| 204                        | David Delrieu (FRA)        | AB-16                      |
| 205                        | Gordon Fraser (CAN)        | HD-9                       |
| 206                        | Claude Lamour (FRA)        | HD-14                      |
| 207                        | Gilles Maignan (FRA)       | AB-14                      |
| 208                        | Laurent Pillon (FRA)       | HD-14                      |
| 209                        | Dominique Rault (FRA)      | 83e                        |

| BigMat-Auber 93 | BigMat-Auber 93           | BigMat-Auber 93 |
| --------------- | ------------------------- | --------------- |
| Num             | Coureur                   | Pos             |
| 211             | Pascal Lino (FRA)         | AB-15           |
| 212             | Miguel Arroyo (MEX)       | 76e             |
| 213             | Ludovic Auger (FRA)       | NP-18           |
| 214             | Thierry Bourguignon (FRA) | 28e             |
| 215             | Laurent Genty (FRA)       | 101e            |
| 216             | Thierry Gouvenou (FRA)    | 88e             |
| 217             | Pascal Lance (FRA)        | HD-14           |
| 218             | Anthony Morin (FRA)       | NP-15           |
| 219             | Gilles Talmant (FRA)      | AB-1            |